# جورج ستيوارت هنري
جورج ستيوارت هنري هو فلاح وسياسي كندي، ولد في 16 يوليو 1871 في كينغ في كندا، وتوفي في 2 سبتمبر 1958 في تورونتو في كندا. حزبياً، نشط في حزب أونتاريو المحافظ التقدمي. وقد انتخب عضو برلمان مقاطعة أونتاريو عن دائرة York East (provincial electoral district) ‏ (1913 – 1943) وانتخب رئيس وزراء أونتاريو ‏ (15 ديسمبر 1930 – 10 يوليو 1934).